# Калинка
«Кали́нка» (от названия растения калина; также известна как «Калинка-Малинка») — русская песня, написанная Иваном Петровичем Ларионовым в народном стиле. Иногда ошибочно считается народной песней. Также «Калинкой» называется народно-сценический танец, исполняемый под мелодию этой песни.

## История

Барельеф: Иван Ларионов — автор «Калинки». (Саратов)

Долгое время считалась русской народной песней.
Прототипом современной версии является «Народная славянская пляска» из оперы А. Верстовского «Громобой», написанная в 1857 году, в которой дословно звучит припев под очень близкую мелодию, которую, скорее всего, использовал в 1860 году композитор, литератор и фольклорист Иван Петрович Ларионов. Песня была впервые исполнена на любительской сцене в Саратове в спектакле, музыку к которому он написал. А вскоре Ларионов, по просьбе известного в то время певца и создателя хора народной песни Агренева-Славянского, с которым он был в приятельских отношениях, отдал эту песню в его репертуар. С хора Славянского и началась популярность «Калинки».
Мировую известность произведение получило в обработке композитора и дирижёра, народного артиста СССР профессора Александра Васильевича Александрова (1883—1946) благодаря исполнению песни за рубежом созданным Александровым Краснознамённым ансамблем песни и пляски.

## Текст песни
Калинка, калинка, калинка моя!

В саду ягода малинка, малинка моя!

Ах, под сосною, под зелёною,

Спать положите вы меня!

Ай-люли, люли, ай-люли, люли,

Спать положите вы меня.

Калинка, калинка, калинка моя!

В саду ягода малинка, малинка моя!

Ах, сосёнушка ты зелёная,

Не шуми же надо мной!

Ай-люли, люли, ай-люли, люли,

Не шуми же надо мной!

Калинка, калинка, калинка моя!

В саду ягода малинка, малинка моя!

Ах, красавица, душа-девица,

Полюби же ты меня!

Ай-люли, люли, ай-люли, люли,

Полюби же ты меня!

Калинка, калинка, калинка моя!

В саду ягода малинка, малинка моя!

## Танец
Существует бальный танец «Калинка», основанный на народных движениях. Иногда «Калинка» становится синонимом импровизационной русской пляски вообще. Музыкальный размер 2/4, темп переменный, где используются традиционные приемы танца вприсядку, хоровода и других элементов. Движения состоят из величавых движений по кругу с разводом рук в разные стороны. Существуют разные танцевальные коллективы (ансамбли) с названием «Калинка».
«Калинка-Малинка» — это стилизованный эстрадный танец. Русский традиционный пляс сдержанный, без элементов балета.